# Phường 2, Đông Hà
Phường 2 là một phường thuộc thành phố Đông Hà, tỉnh Quảng Trị, Việt Nam.

## Địa lý
Phường 2 nằm ở trung tâm thành phố Đông Hà, có vị trí địa lý:
- Phía đông và phía nam giáp phường Đông Lễ
- Phía tây giáp Phường 1 và Phường 5
- Phía bắc giáp phường Đông Giang.

Phường 2 có diện tích là 2,02 km², dân số năm 2010 là 4.491 người, mật độ dân số đạt 2.225 người/km².

## Hành chính
Phường 2 được chia thành 5 khu phố: 1, 2, 3, 4, 5.